# Carlos Roa
Carlos Ángel Roa (Santa Fé, 15 de agosto de 1969) é um ex-futebolista argentino. Atualmente exerce a função de treinador de goleiros no San José Earthquakes.
Destacou-se na década de 1990, atuando em seu país natal e na Espanha. Pelo Mallorca, conquistou o Trofeo Zamora em 1999, destinado ao goleiro menos vazado de La Liga.

## Carreira

### Na Argentina
Revelado pelo Gimnasia de Ciudadela (onde atuava como atacante), Roa começou a carreira profissional no Racing Club, conquistando o primeiro título de sua carreira: a Supercopa Libertadores de 1988. Fez sua estreia em novembro do mesmo ano, substituindo o veterano Ubaldo Fillol, contra o River Plate. Durante uma excursão da equipe na África, contraiu malária e ficou fora de alguns jogos. Permaneceu no time de Avellaneda até 1994, quando se transferiu para o Lanús.
Pelos Granates, atuou por três temporadas (1994-1997), tendo obtido um título (Copa Conmebol de 1996). Em 1997, foi para a Espanha, onde defenderia o Mallorca.

### Mallorca
Ajudou o time das Ilhas Baleares a conquistar a terceira posição na temporada 1998-99, tornando-se o goleiro menos vazado da competição. Depois de tirar um ano sabático, trabalhando como membro da Igreja Adventista do Sétimo Dia (que o impedia de jogar durante os sábados), Lechuga (apelido que em espanhol significa "alface" e que o goleiro recebeu por ser vegetariano), voltou a jogar em 2000.
Por questões religiosas, o goleiro recusou uma proposta de 22 milhões de euros do Manchester United, e voltou a defender o Mallorca meses depois. Porém, fora de forma, perdeu a vaga de titular para seu compatriota Leo Franco.

### Luta contra câncer testicular, volta à Argentina e final de carreira
Sem contrato com o Mallorca, Roa assinou com o Albacete, time da Segunda Divisão espanhola, onde voltou a ser titular. Porém, descobriu um câncer testicular e afastou-se pela segunda vez do futebol para tratar a doença. Recuperado, passou um período de testes em 2 equipes do arquipélago das Baleares (Constancia de Inca e Atlético Baleares) para recuperar a forma. Em 2005, regressou à Argentina para defender o Olimpo. Após 27 jogos, Lechuga aposentou-se dos gramados no ano seguinte, embora tivesse recebido uma proposta do Unión de Santa Fé para voltar a jogar em 2007.

## Seleção
Roa foi o goleiro titular da Seleção Argentina na Copa de 1998, disputada na França. Não levou gol nos jogos da fase de grupos, e se tornado herói da Albiceleste na decisão de pênaltis com a Inglaterra, defendendo as cobranças de Paul Ince e David Batty. O goleiro, no entanto, não evitou o revés para a Holanda por 2 a 1, com um belo gol de Dennis Bergkamp. 
A outra competição que Roa disputou com a Seleção Argentina foi a Copa América de 1997, usando a camisa 19 (seguindo o critério da ordem alfabética).

## Pós-aposentadoria
Em 2008, o ex-goleiro voltou ao futebol para trabalhar na comissão técnica do Club Atlético Brown de San Vicente, equipe amadora da província de Santa Fé, onde permaneceria até 2010, quando foi trabalhar no Ben Hur (que na época atuava na quarta divisão argentina). Também foi preparador de goleiros no River Plate, Banfield e Chivas (México), sempre acompanhando o treinador Matías Almeyda.
Desde janeiro de 2019, Roa é treinador de goleiros do San José Earthquakes.